# Korea Południowa na Zimowej Uniwersjadzie 2009
Korea Południowa na Zimowej Uniwersjadzie 2009 w Harbinie była reprezentowana przez 91 zawodników.

## Kadra

### Łyżwiarstwo figurowe
- Kim Na-young
- Kim Chae-hwa
- Sin Na-hee

### Hokej na lodzie
- An Sung-ho, Baek Min-chul, Choi Rak-hun, Ham Jung-woo, Han Ho-taek, Jung Bung-chun, Kim Min-wook, Kim Dong-yeon, Kim Hyun-min, Kim Bum-jim, Kim Hyung-joon, Kim Hee-chul, Kim Yu-jin, Lee Kyung-woo, Lee Don-ku, Leem Jee-min, Oh Kwang-sik, Park Jun-hong, Park Ho-suk, Sin Sang-woo, Suh Sin-il, Yoo Sung-je - turniej mężczyzn

### Short track
- Choi Jung-won
- Jang Won-hoon
- Jung Ba-ra
- Kim Hye-kyung
- Kim Bum-suk
- Kim Wan-sang
- Kim Seoung-il
- Kye Min-jung
- Lee Ha-kyung
- Lee Seung-hoon
- Yang Shin-young
- Yun Tae-sik

### Łyżwiarstwo szybkie
- Cho Hee-soo
- Choi Jin-yong
- Kim You-lim
- Ko Byung-wook
- Lee Sang-hwa
- Lee Bo-ra
- Lee Ju-youn
- Lee Kang-seok
- Mo Tae-bum
- Mun Joon
- Noh Seon-yeong
- Song Jin-soo
- Yeo Sang-yeop

### Curling
- Kim Chang-min, Kim Min-chan, Lim Myung-sup, Seo Yung-seon, Seong Se-hyeon - turniej mężczyzn
- Jeong Jin-sook, Ju Yun-hoa, Kim Ji-suk, Lee Hee-in, Park Mi-hee - turniej kobiet

### Narciarstwo alpejskie
- Jung Dong-hyun
- Jung Hye-me
- Kang Chang-hyeok
- Kim Sun-joo
- Kim Woo-sung
- Kim Hyeon-tae
- Kyung Sung-hyun

### Biegi narciarskie
- Bae Ji-young
- Choi Tea-soon
- Kim Jeong-min
- Kim Hak-jin
- Park Sang-yong
- Park Seong-beom

### Skoki narciarskie
- Choi Heung-chul
- Choi Yong-jik
- Kang Chil-ku
- Kim Hyun-ki

### Snowboard
- An Tai-hwan
- Jung Yun-woon
- Jung Yong-hae
- Kim Sang-kyum
- Kim Yea-na
- Kim Ho-jun
- Lee Min-jeong
- Shin Da-hae

### Biathlon
- Choi Mun-hee
- Dong Jung-lim
- Kim Seon-su
- Kim Han-wool
- Lee Su-yeong
- Park Hyo-peom